# Lafitte (Luizjana)
Lafitte – jednostka osadnicza w Stanach Zjednoczonych, w stanie Luizjana, w parafii Jefferson.